# Cessenon-sur-Orb
Cessenon-sur-Orb är en kommun i departementet Hérault i regionen Occitanien i södra Frankrike. Kommunen ligger i kantonen Saint-Chinian som tillhör arrondissementet Béziers. År 2022 hade Cessenon-sur-Orb 2 390 invånare.

## Befolkningsutveckling
Antalet invånare i kommunen Cessenon-sur-Orb
Referens:INSEE